# El sueño de Morfeo
El sueño de Morfeo (ejtsd: [el szvennyo de morféo], jelentése spanyolul „Mórfeusz álma”), egy spanyol pop-rock együttes.

## Történetük
A zenekar 2002-ben alakult meg Xemá néven, a spanyolországi Asztúriában. Az első albumuk Del interior („Belülről”) címmel jelent meg, ami nem hozta meg a várt sikert. Miután Juan Luis Súarez gitárosként csatlakozott a zenekarhoz, az együttes nevét El sueño de Morfeová változtatták, a második lemezüket 2005-ben azonos címmel adták ki, amiről a legsikeresebb dalok: Nunca volverá („Soha nem fog visszatérni”), Ojos de cielo („Égi szemek”), Okupa de tú corazón („A szíved bitorlója”) és a Tómate la vida („Vedd magadra az életet”) lettek, ez az album Spanyolországban kétszeres platinalemez lett. Az első turnéjukon több mint száz helyszínen léptek fel, és több mint egy millió ember előtt. Harmadik lemezük 2007-ben jelent meg Nos vemos en el camino („Majd látjuk egymást az úton”) címmel. Az együttes énekesnője Raquel del Rosario Macías. Ugyanebben az évben készítettek duettet az olasz Nekkel, a Para tí sería és az együttes Chocar című dalával.

## Albumok
- Del interior, 2002
- El sueño de Morfeo, 2005
- Nos vemos en el camino, 2007
- Cosas que nos hacen sentir bien, 2009